# Diamond Head (album)
Diamond Head je první sólové studiové album britského hudebníka Phila Manzanery, vydané v dubnu 1975 u vydavatelství Island Records. Vedle Manzanery samotného na albu hrají například jeho spoluhráči ze skupiny Roxy Music (Andy Mackay, Paul Thompson a Brian Eno), Robert Wyatt nebo také John Wetton.

## Seznam skladeb
| Pořadí | Název               | Autor                                         | Zpěvák                      | Délka |
| ------ | ------------------- | --------------------------------------------- | --------------------------- | ----- |
| 1.     | Frontera            | Phil Manzanera, Bill MacCormick, Robert Wyatt | Robert Wyatt                | 4:04  |
| 2.     | Diamond Head        | Manzanera                                     | instrumentální              | 4:28  |
| 3.     | Big Day             | Manzanera, Brian Eno                          | Brian Eno                   | 3:45  |
| 4.     | The Flex            | Manzanera                                     | instrumentální              | 3:34  |
| 5.     | Same Time Next Week | Manzanera, John Wetton                        | John Wetton, Doreen Chanter | 4:48  |
| 6.     | Miss Shapiro        | Manzanera, Eno                                | Brian Eno                   | 6:28  |
| 7.     | East of Echo        | Manzanera                                     | instrumentální              | 5:47  |
| 8.     | Lagrima             | Manzanera                                     | instrumentální              | 2:36  |
| 9.     | Alma                | Manzanera, Bill MacCormick                    | Bill MacCormick             | 6:48  |

## Obsazení
- Phil Manzanera – kytara, baskytara, syntezátory, varhany, klavír, zpěv
- Robert Wyatt – zpěv, timbales, cabasa, doprovodné vokály
- Brian Eno – zpěv, kytara, klavír, perkuse
- Eddie Jobson – klavír, clavinet, syntezátory
- Dave Jarrett – klávesy
- Andy Mackay – sopránsaxofon, altsaxofon, hoboj
- Ian MacDonald – dudy
- John Wetton – baskytara, zpěv, mellotron
- Bill MacCormick – baskytara, zpěv
- Brian Turrington – baskytara
- Paul Thompson – bicí
- Danny Heibs – perkuse
- Chyke Madu – perkuse
- Sonny Akpan – konga, bonga, gong, rumba koule
- Charles Hayward – perkuse
- Doreen Chanter – zpěv